# Мурашниця королівська
Мурашниця королівська (Grallaria varia) — вид горобцеподібних птахів родини Grallariidae.

## Поширення
Поширений в південно-східній Бразилії, східному Парагваї, Гвіанах і на півночі басейну Амазонки. Населяє субтропічні або тропічні вологі низовинні ліси та субтропічні або тропічні вологі гірські ліси.

## Підвиди
Включає 5 підвидів:
- G. v. cinereiceps Hellmayr, 1903 — південна Венесуела, північний захід Бразилії та північний схід Перу
- G. v. varia (Boddaert, 1783) — Східна Венесуела, Гвіана та північний схід Бразилії
- G. v. distincta Todd, 1927 — центральна Бразилія
- G. v. intercedens von Berlepsch & Leverkühn, 1890 — Східна Бразилія
- G. v. imperator Lafresnaye, 1842 — південний схід Бразилії, східний Парагвай та північний схід Аргентини